# Haus Steineck (Radebeul)
Das Haus Steineck liegt in der Moritzburger Straße 19 im Stadtteil Niederlößnitz der sächsischen Stadt Radebeul. Die landhausartige Villa wurde 1868 errichtet und erhielt 1877 einen villenartigen Seitenflügel.

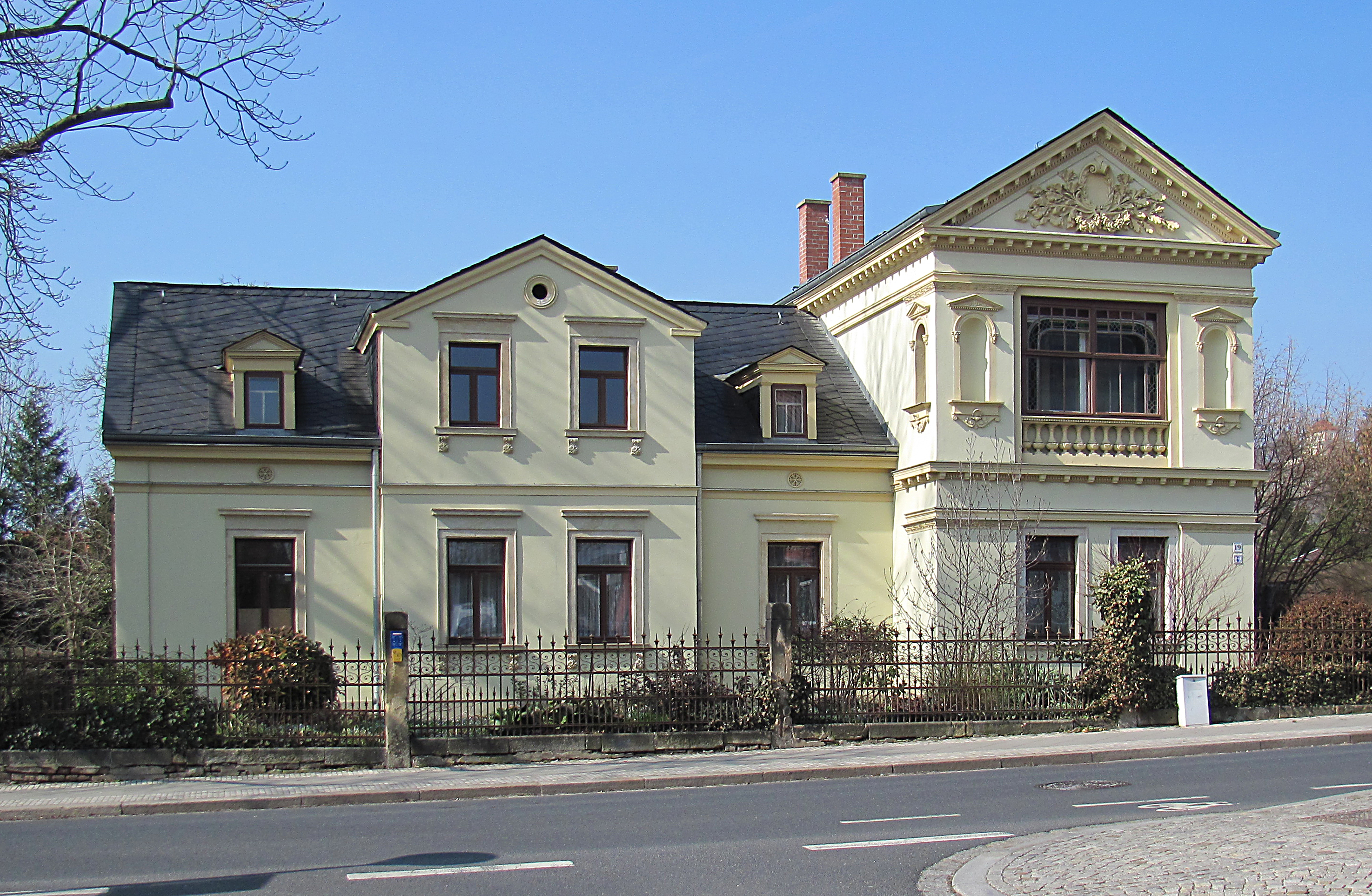
Haus Steineck

## Beschreibung

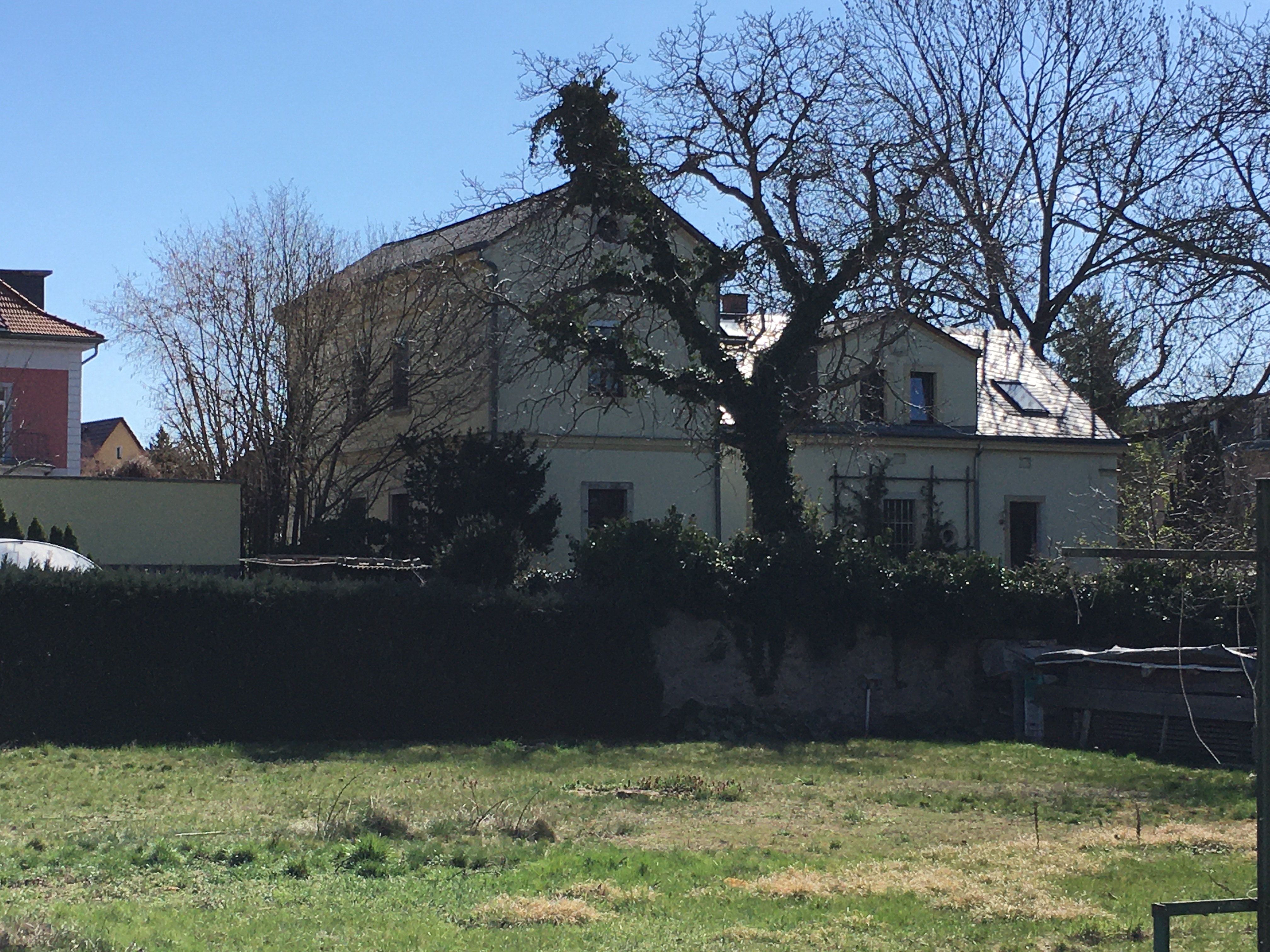
Rückseite von Haus Steineck, von Am Heiteren Blick aus

Die zusammen mit ihrer Einfriedung und der Gartenlaube unter Denkmalschutz stehende Villa besteht aus zwei Baukörpern. Auf der linken Seite der Straßenansicht steht eine eingeschossige, landhausartige Villa, die aus dem Jahr 1868 stammt und die gleiche Kubatur hat wie die Nachbarhäuser auf beiden Seiten. Der ältere Bau steht traufständig zur Straße, er hat einen Kniestock und einen Mittelrisalit mit einem Dreiecksgiebel mit Rundfenster, der auf beiden Dachseiten jeweils durch eine Giebelgaube ergänzt wird.
An die rechte Giebelseite wurde 1877 für den Arzt Julius Büttner durch den Architekten Friedrich Rößler, der auch Haus Herbig und die Villa Blumenstraße 5 errichtete, ein querstehender zweigeschossiger Flügelbau angesetzt. Dieser recht aufwendige Anbau zeigt eine an die Straße vortretende Giebelseite mit Dreiecksgiebel und einem Tympanon mit Zahnfries und Laubwerkskartusche. Darunter befindet sich im Obergeschoss eine farbig verglaste Loggia, auf beiden Seiten begleitet durch eine leere Figurennische. Das Gewände dieser Figurennischen wird jeweils um die Hausecke als Fenstergewände für farbig verglaste Zierfenster verwendet. Zwischen den Geschossen folgt ein weiterer Zahnschnitt.
Die Einfriedung besteht aus aufwendigen Lanzettzaunfeldern zwischen Sandsteinpfeilern. An der nördlichen Straßengrundstücksgrenze steht hinter einem Stück Bruchsteinmauerwerk eine schlecht erhaltene Gartenlaube aus hölzernem Lattenwerk mit einem Satteldach.